# Leptogaster pubescens
Leptogaster pubescens là một loài ruồi trong họ Asilidae. Leptogaster pubescens được Curran miêu tả năm 1934. Loài này phân bố ở vùng Tân nhiệt đới.